# 상무원
상무원(Board of Trade) 또는 영국 상무원은 상업 및 산업과 관련된 영국 정부 기관으로, 현재 비즈니스 무역부 산하이다. 전체 명칭은 상무 및 외국 농장과 관련된 모든 문제를 고려하기 위해 임명된 추밀원 (영국) 위원회의 영주들(The Lords of the Committee of the Privy Council appointed for the consideration of all matters relating to Trade and Foreign Plantations)이지만 일반적으로 상무원으로 알려져 있으며 이전에는 상무와 농장의 영주 또는 상무 영주(Lords of Trade)로 알려져 있었다.  상무원은 17세기 식민지 문제에 대한 광범위한 개입을 시작으로 빅토리아 시대와 20세기 초의 강력한 규제 기능에 이르기까지 여러 가지 발전을 거쳤다. 20세기 마지막 3분의 1에는 사실상 휴면 상태였다. 2017년에는 명목상 상무원 위원장직을 맡고 있는 국제통상장관을 위원장으로 하는 자문위원회로 활성화되었으며, 현재 상무원의 유일한 특별 고문으로 활동하고 있으며, 현 상무원의 다른 구성원들은 고문 역할을 수행한다.